# Середньоботуобинське нафтогазоконденсатне родовище
Середньоботуобинське нафтогазоконденсатне родовище — одне з родовищ у Східному Сибіру, станом на 2016 рік четверте за запасами газу в Якутії. Розташоване у міжріччі Лени та Вілюя, в басейні правого притоку останнього Улахан-Ботуобуя, на відстані 130 км від Мирного та 140 км від Ленська. Відноситься до Непсько-Ботуобинської нафтогазоносної області Лєно-Тунгуської нафтогазоносної провінції.

## Опис
Відкрите у 1970 році. Продуктивними є горизонти підсольового комплексу, який сформувався під час висихання стародавнього Сибірського моря. Поклади вуглеводнів знайдені на глибині 1427—1950 метрів у відкладеннях венду та нижнього кембрію. Колектори переважно пісковики, а у нижньокембрійських відкладеннях – вапняки та доломіти.
Запаси по російській класифікаційній системі за категоріями С1+С2 оцінюються у 181 млрд. м³ газу і 167 млн. т нафти та конденсату. У 2015 році розвідувальна свердловина виявила новий перспективний на нафту горизонт.
До початку 1990-х на Серебньоботуобінському провадили комплекс розвідувальних робіт, в ході яких пробурили більш ніж півсотні свердловин. Також тут здійснили шість експериментальних ядерних вибухів, призначених для покращення характеристик родовища. Далі до 2004-го родовище перебувало в консервації. В 2005—2009 роках на 12 раніше споруджених свердловинах здійснили успішне буріння бокових стволів.  Роботи на родовище провадить компанія «Таас-Юрях Нафтогаздобича» (дочірнє підприємство «Роснафти»), яка, незаважючи на назву, освоює саме Середньототуобинське, а не сусіднє Тас-Юряхське родовище. В 2014 «Таас-Юрях Нафтогаздобича» видобула перший мільйон тон нафти.   
Продукція Середньоботуобинського є ресурсною базою для нафтопроводу «Східний Сибір — Тихий океан» та газопроводу «Сила Сибіру». 